# Las voces olvidadas del holocausto
Las voces olvidadas del holocausto es un libro que recopila por escrito algo más de un centenar de los testimonios sonoros archivados en el Museo Imperial de la Guerra de Londres de víctimas del holocausto. 
La compilación y edición de los testimonios recogidos en la obra, titulada originalmente en inglés Forgotten voices of the Holocaust (publicada en 2005 por Ebury Press en Gran Bretaña), corre a cargo de Lyn Smith (profesora en la Open University y en la Webster University de Londres), quien se encarga, además, de distribuirlos dentro de los siguientes apartados temáticos:
- 1933-1936. Persecución
- 1937-1939. En busca de refugio
- 1939. La guerra
- 1940-1941. La expansión del Tercer Reich
- 1939-1944. El gueto
- 1940-1945. Los campos
- Resistencia
- Marchas de la muerte
- La liberación
- Las consecuencias
- Epílogo

Cada apartado, y subapartado, va encabezado por una introducción de la compiladora, de forma que los testimonios aparecen contextualizados históricamente.
La obra lleva un prólogo del especialista en el holocausto Laurence Rees.
- Datos: Q5817298